# Bajpur
Bajpur (o Bazpur) è una suddivisione dell'India, classificata come municipal board, di 21.782 abitanti, situata nel distretto di Udham Singh Nagar, nello stato federato dell'Uttarakhand. In base al numero di abitanti la città rientra nella classe III (da 20.000 a 49.999 persone).

## Geografia fisica
La città è situata a 29° 17' 50 N e 79° 05' 11 E.

## Società

### Evoluzione demografica
Al censimento del 2001 la popolazione di Bajpur assommava a 21.782 persone, delle quali 11.923 maschi e 9.859 femmine. I bambini di età inferiore o uguale ai sei anni assommavano a 3.105, dei quali 1.710 maschi e 1.395 femmine. Infine, coloro che erano in grado di saper almeno leggere e scrivere erano 14.311, dei quali 8.534 maschi e 5.777 femmine.